# Abax
Abax là một chi bọ cánh cứng trong họ Carabidae.

## Các loài
Có 19 loài được xếp vào chi Abax:
- Abax arerae Schauberger, 1927
- Abax baenningeri Schauberger, 1927
- Abax beckenhauptii (Duftschmid, 1812)
- Abax benellii Magrini & Degiovanni, 2013
- Abax carinatus (Duftschmid, 1812)
- Abax contractus (Heer, 1841)
- Abax ecchelii Bertolini, 1887
- Abax exaratus (Dejean, 1828)
- Abax fiorii Jakobson, 1907
- Abax oblongus (Dejean, 1831)
- Abax ovalis (Duftschmid, 1812)
- Abax parallelepipedus (Piller & Mitterpacher, 1783)
- Abax parallelus (Duftschmid, 1812)
- Abax pilleri Csiki, 1916
- Abax pyrenaeus (Dejean, 1828)
- Abax schueppeli Palliardi, 1825
- Abax sexualis Fairmaire, 1881
- Abax springeri G.Müller, 1925
- Abax teriolensis Schauberger, 1921

## Hình ảnh

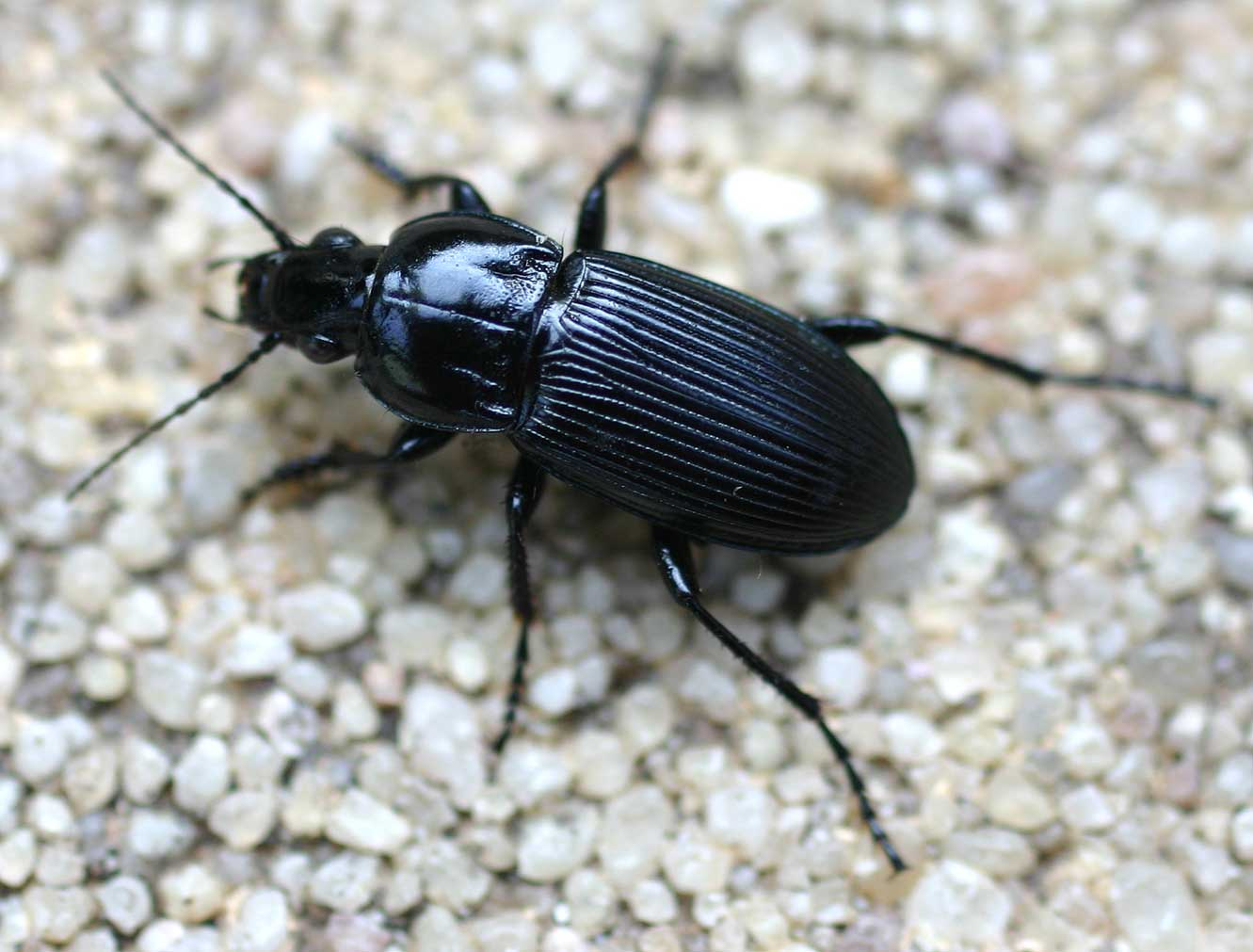